# 國防政策
軍事政策（英語：Military policy）又稱國防政策（英語：Defense policy）是涉及軍事的公共政策，包括政府採取或不採取某些措施以達成戰略目標，可以確保在軍隊在國家發展中保持獨立性，並減輕敵對行為者和外部侵略者對政權造成的傷害。而國防政策是最高政權對於保障國家安全所採取的行動路線和軍隊建設的指導原則，可能涉及政治、外交、經濟、科技、心理等各層面，國防部長或同義組織首長是國家軍事政策的主要決策者。

## 發展
國防政策通過制定重要的組織決策，包括確定優先事項和不同的替代方案，例如國防人事、技術研發計劃或預算優先事項，並根據它們對國家整體發展的影響進行選擇。國防政策可以理解為實現明確的軍事目標而安排的政治、管理、財政、行政和可執行機制。
國防政策會透過明確說明以下軍隊能力來達成其戰略目標：
- 戰備
- 戰力（軍需、後勤、技術、機動性）
- 組織
- 訓練
- 軍事政治（軍政府、文人領軍、軍隊國家化）
- 指挥控制
- 軍事情報與反情報
- 常備軍與預備役部隊
- 徵兵與募兵
- 國防外交